# Mavis Freeman
Mavis Freeman   (Brooklyn, 7 de novembre de 1918 - octubre 1988) va ser una nedadora estatunidenca que va competir durant la dècada de 1930.
El 1936 va prendre part en els Jocs Olímpics de Berlín, on guanyà la medalla de bronze en la competició dels 4×100 metres lliures del programa de natació. Formà equip amb Katherine Rawls, Bernice Lapp i Olive McKean. En el seu palmarès també destaquen els campionats de llarga distància de l'AAU de 1936 i 1937.